# Łąkie (Lipno)
Pour les articles homonymes, voir Łąkie.
Łąkie est une localité polonaise de la voïvodie de Couïavie-Poméranie et du powiat de Lipno.